# قاهان
قاهان، شهری که مرکز بخش قاهان شهرستان جعفرآباد در استان قم ایران است.

## تنگه قاهان
تنگه قاهان دارای عرض یک تا ۲ متر است و عمق شکاف تا هشت متر هم می‌رسد. این ویژگی منجر به این می‌شود که نور خورشید به آسانی به درون تنگه راه پیدا نکند. پیچ و خم بودن فضای تنگه یک حالت ویژه را برای بازدیدکنندگان ایجاد می‌کند. عمق آب در بعضی از بخش‌های تنگه به بیش از یک و نیم متر می‌رسد. آب دلیل ایجاد تنگه است.

## جمعیت
این شهر در بخش قاهان قرار دارد و براساس سرشماری عمومی نفوس ومسکن در سال ۱۳۹۵، جمعیت آن برابر با ۲٬۱۸۶ نفر بوده است.

## نگارخانه

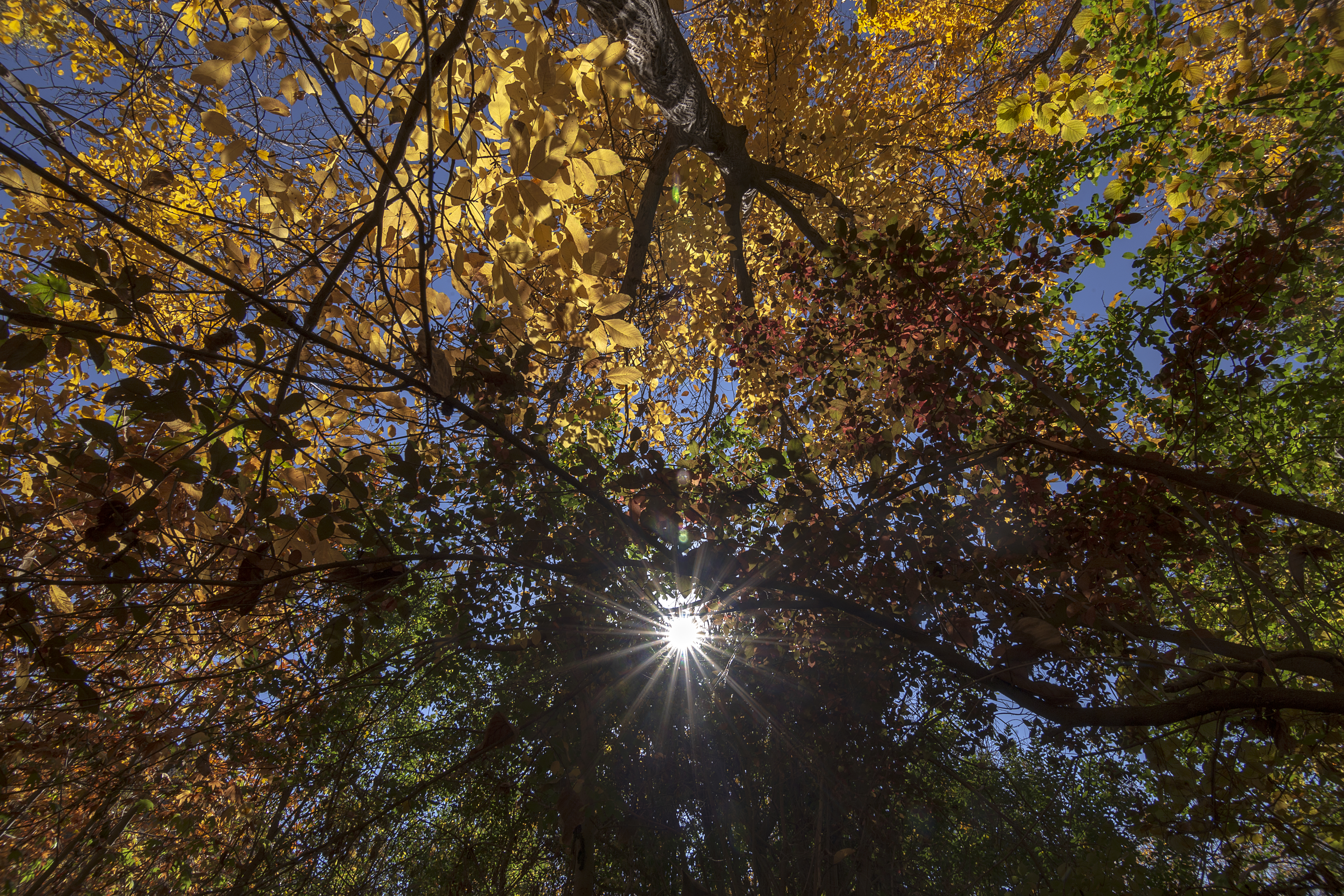
مناظر پاییزی شهر قاهان
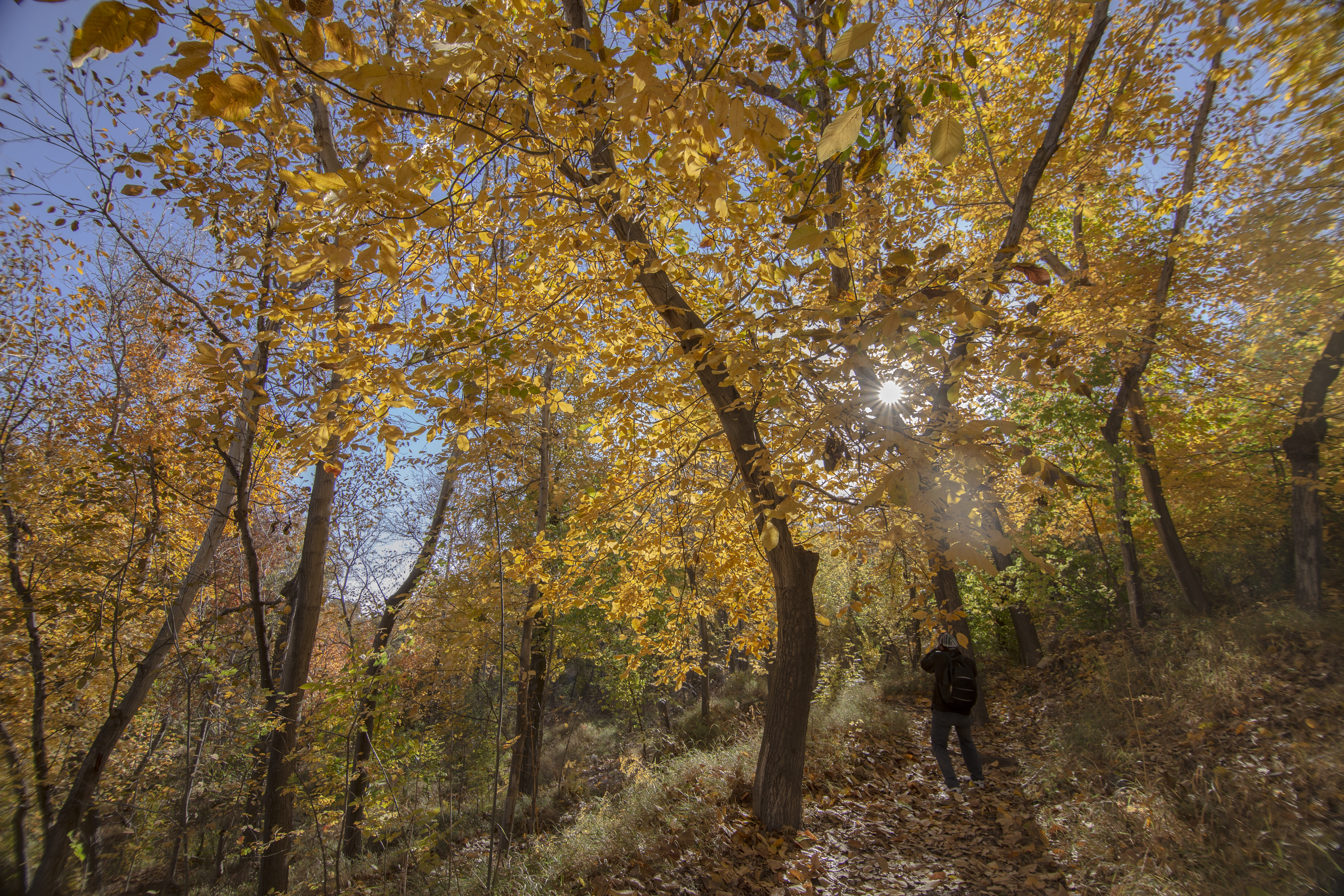
فرارسیدن فصل پاییز در شهر قاهان استان قم
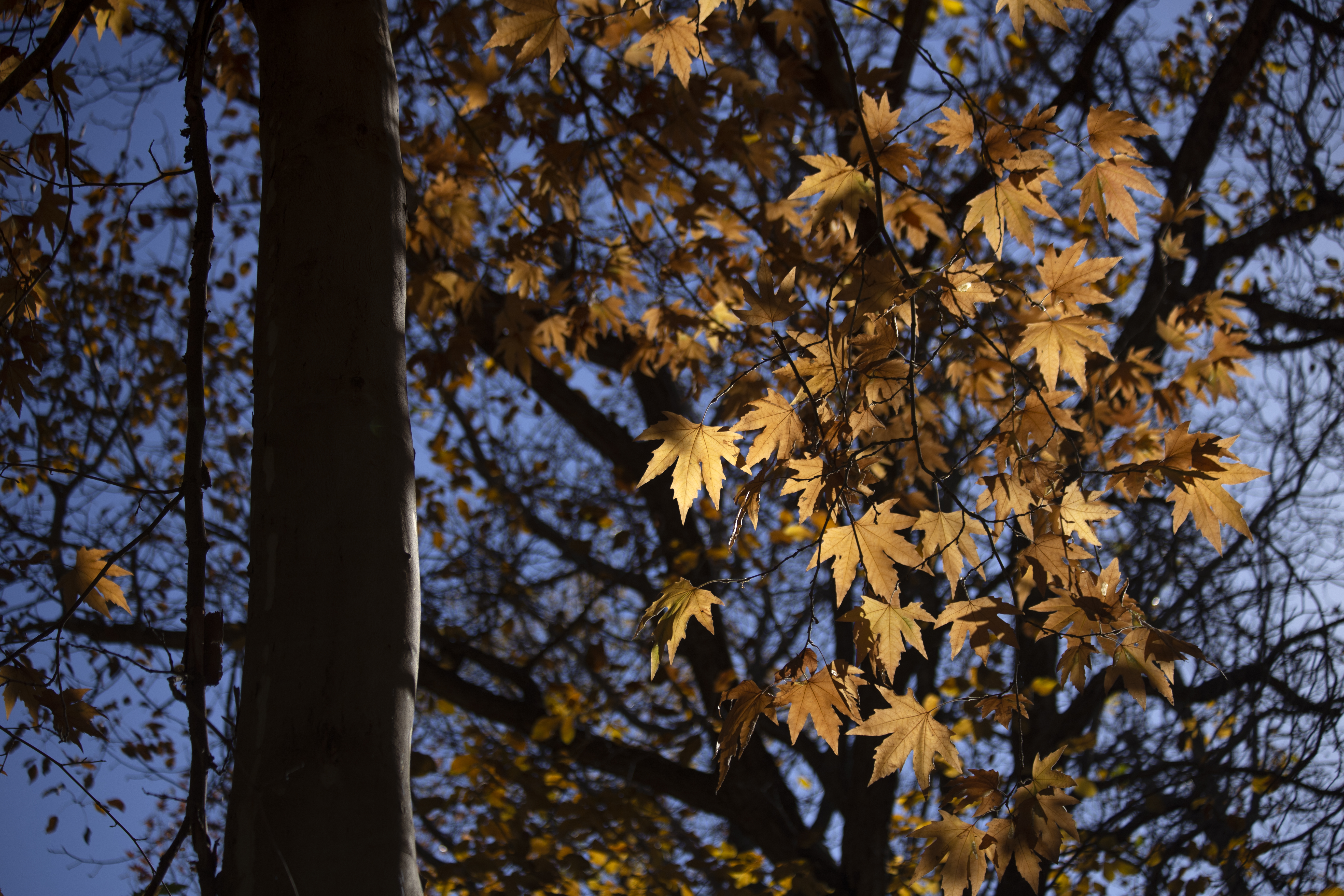
پاییز در باغ‌های شهر قاهان
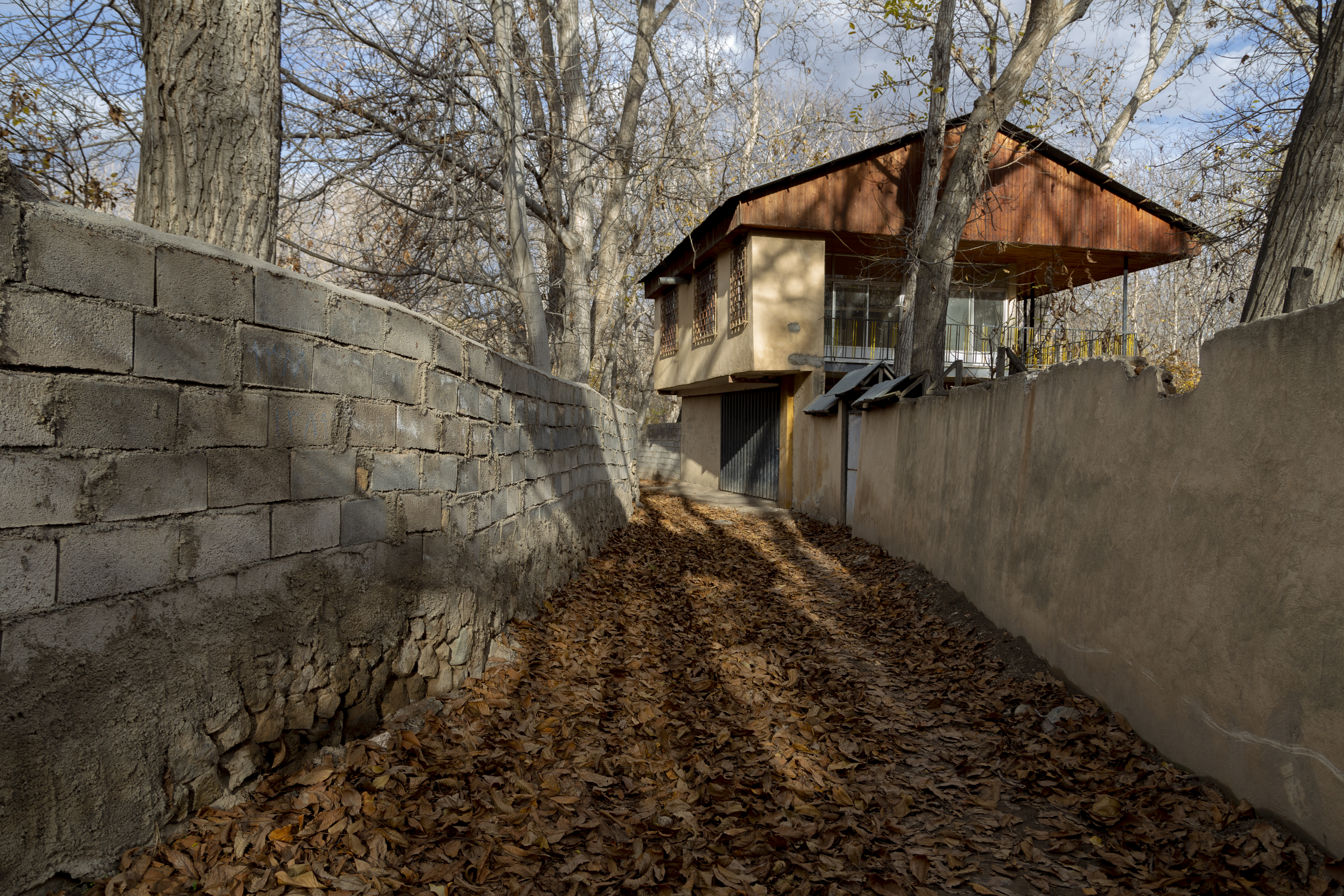
نمایی از کوچه باغ های شهر قاهان
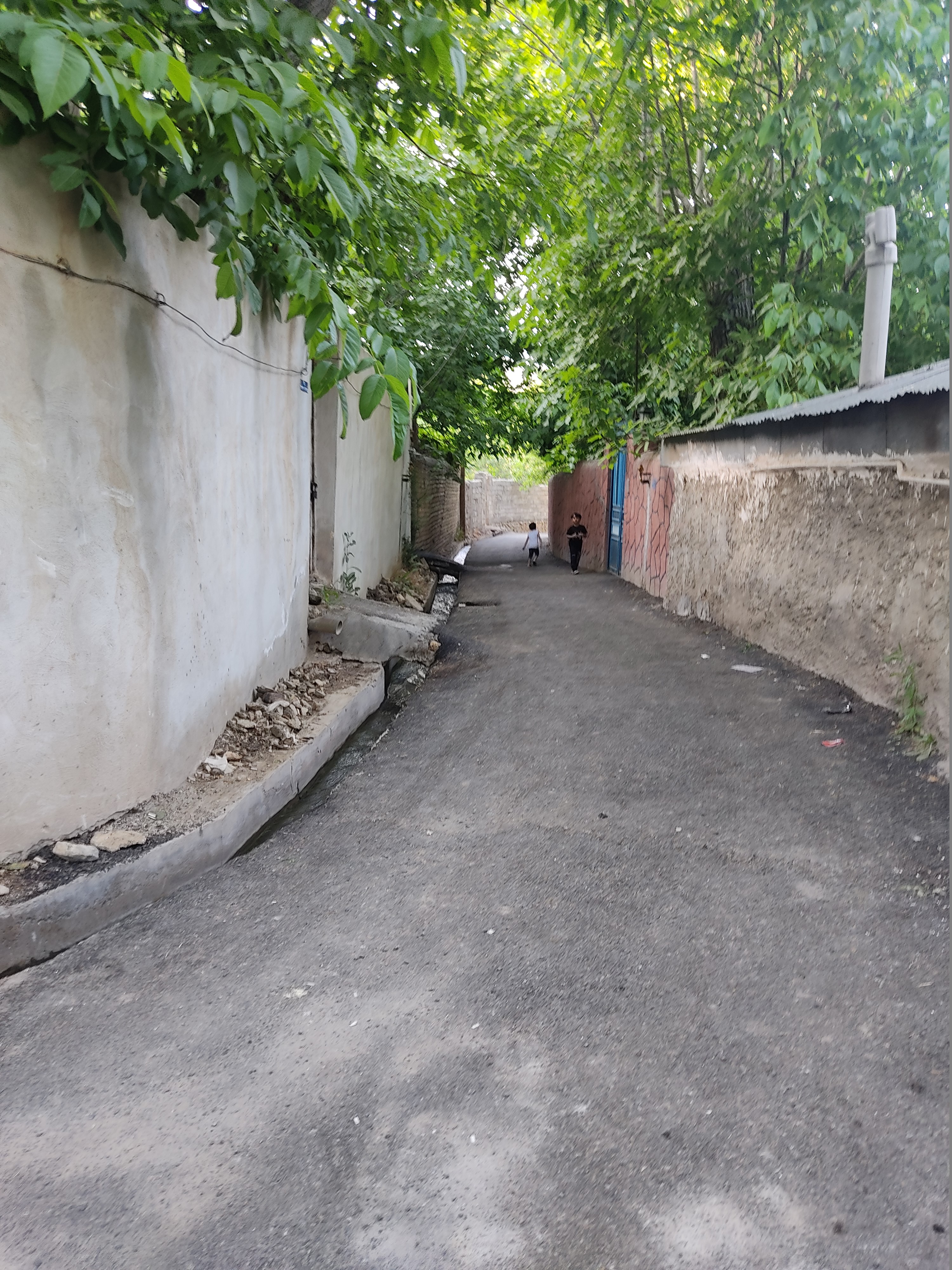
کوچه باغ‌های قاهان
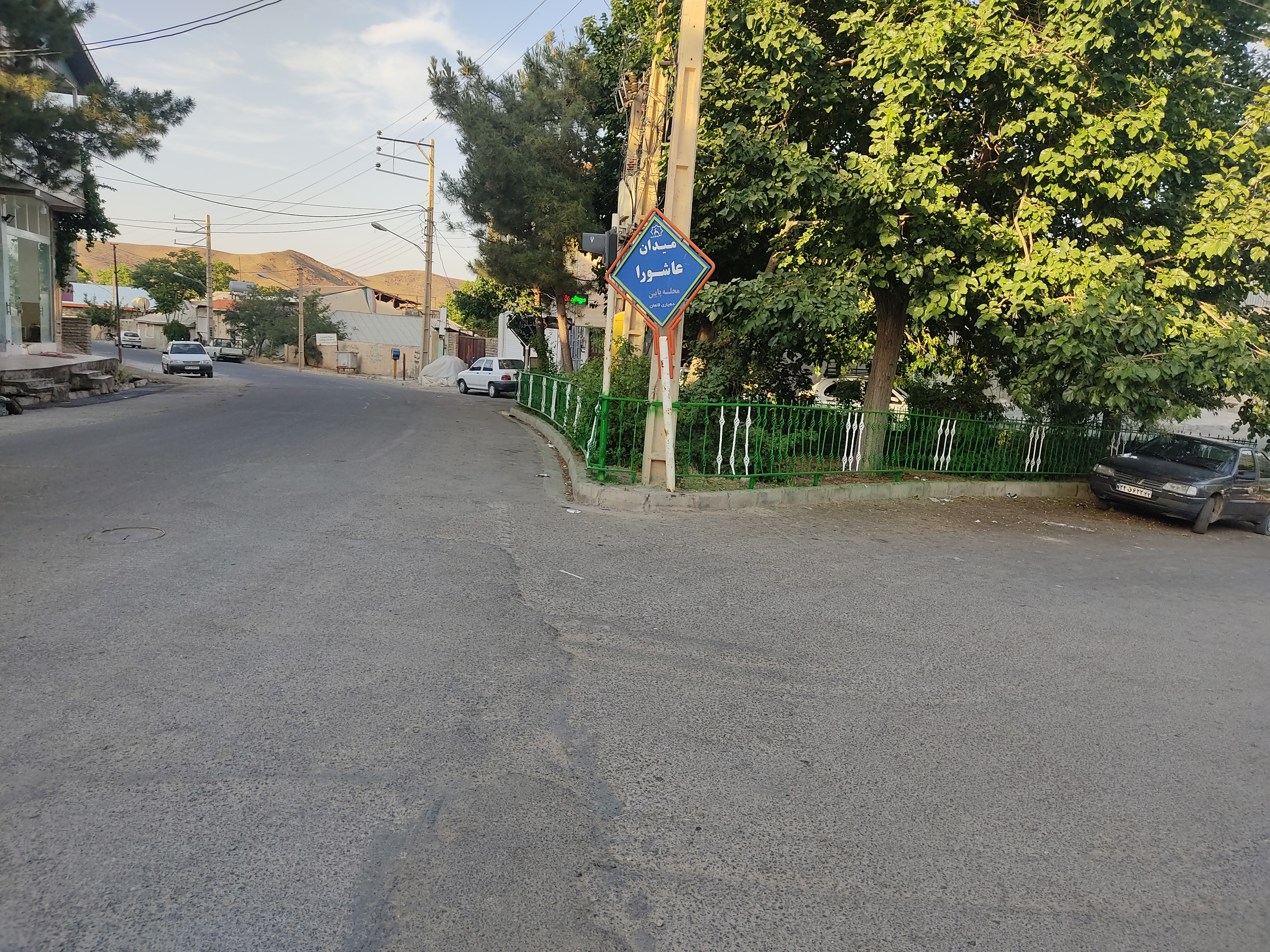
میدان اول شهر قاهان